# Peter Žulj
Peter Žulj, né le 9 juin 1993 à Wels en Autriche, est un footballeur international autrichien d'origine croate. Il évolue au poste de milieu relayeur au Buriram United.

## Biographie

### En club

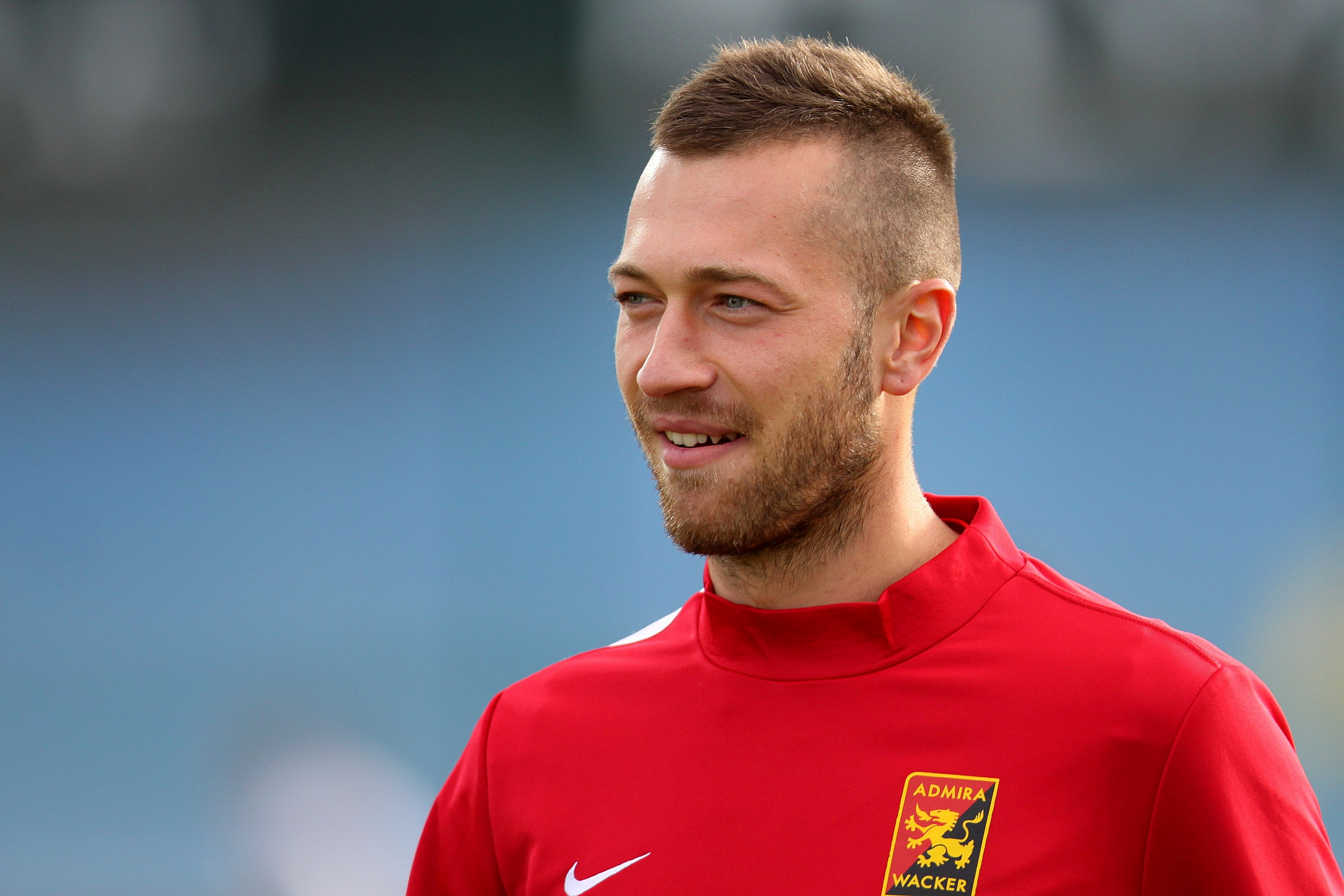
Žulj avec l'Admira Wacker en 2015

Il réalise sa meilleure performance dans le championnat d'Autriche lors de la saison 2017-2018, où il inscrit huit buts.
Le 11 janvier 2021, il est prêté pour six mois sans option d'achat au Göztepe SK par Anderlecht.
En juin 2021, Žulj rejoint l'Istanbul Başakşehir.

### En équipe nationale
Le 23 mars 2018, il figure pour la première fois sur le banc des remplaçants de l'équipe nationale, à l'occasion d'une rencontre amicale face à la Slovénie (victoire 3-0).
Il joue son premier match en équipe d'Autriche le 27 mars 2018, en amical contre le Luxembourg (victoire 0-4).
Par la suite, il joue au cours du second semestre 2018, quatre matchs rentrant dans le cadre de la Ligue des nations de l'UEFA.

## Famille
Le grand frère de Peter Žulj, Robert, évolue au poste de milieu offensif au LASK.

## Palmarès
- Sturm Graz
  - Vice-champion d'Autriche en 2018
  - Vainqueur de la Coupe d'Autriche en 2018 (en)

- Buriram United
  - Championnat des clubs de l'ASEAN en 2024-2025